# Passiflora filipes
Passiflora filipes är en passionsblomsväxtart som beskrevs av George Bentham. Passiflora filipes ingår i släktet passionsblommor, och familjen passionsblomsväxter. Inga underarter finns listade i Catalogue of Life.